# 贾樟柯
贾樟柯（1970年5月24日—），生于山西汾阳，独立电影导演与编剧，被认为是中国大陸“第六代导演”的领军人物，也是国际电影界最受推崇的中国艺术家之一。

## 生平
贾樟柯1993年进入北京电影学院文学系电影理论专业，与同学组织了一个小组，并在1996年拍摄学生作业《小山回家》，不仅参加“香港独立短片及录像比赛”得奖，还和香港电影人周强、余力为等开始长期合作。1997年毕业，还拍摄了长片《小武》，虽只花了21天时间，30万元成本，却得到许多国际电影节奖項。到了1998年，贾用影展奖金和外国投资拍了长片《站台》。2002年拍摄长片《任逍遥》。头三部长片被称为“故乡三部曲”，因为当时没有制作许可证不能在中国大陸上映。2004年开始与上海电影集团公司合作，拍摄《世界》和《三峡好人》（2006），在内地上映也在国际得到很多奖，尤其《三》在威尼斯拿下金狮奖。
贾樟柯作品《二十四城记》记录的主题是变迁。影片讲述一个有着50年历史，3万名职工及10万名家属的公营老厂，即将被一片开发周期长达30年的现代化地产楼盘所取代的故事。
2009年7月22日，贾樟柯对墨尔本电影节官方邀热比娅出席，并播放以热比娅为中心人物的纪录片《爱的十个条件》这一举动表示不满，於当日发表了退出该电影节的申明，并联合了中国大陸导演唐晓白、赵亮携带各自电影作品退出了墨尔本电影节。
2011年9月，他担任第68届威尼斯电影节地平线单元评审团主席。9月11日，他和赵涛同时在微博上宣布两人结婚的喜讯，并展示了两人在威尼斯拍摄的婚纱照。
2014年他担任第67届戛纳电影节评委。
2015年3月，他执导的首部英语对白电影《山河故人》在澳大利亚开拍，这是贾樟柯第一部海外取景的故事长片，剧情跨度时间从1999年到2014年延展至2025年，讲的是一个纯粹的情感故事。并且凭借此片入围了第68届戛纳电影节。
2015年获得第68屆坎城影展導演雙週單元颁发的金馬車獎（終身成就獎），他也是第一位獲得這個獎項的華人導演。坎城影展在3月13日發表聲明表示：「賈樟柯電影有著令人震懾的生命力。他的電影如同影像的詩歌，每一顆鏡頭都無比精準。他的作品中詩人和預言家的氣質讓我們由衷地敬佩。他的作品講述了人的孤獨與精神探索，見證了集體的生存狀態。」
由贾樟柯发起创办的第一届平遥国际电影展将于2017年10月19日到10月26日在平遥古城内的柴油机厂文化艺术园区举行，马可·穆勒任影展艺术总监。
2020年《中华人民共和国著作权法》修订，采纳了贾樟柯“关于在著作权法中给予视听作品导演和编剧作者权及收益权”的议案。
2024年6月2日，贾樟柯当选中国电影导演协会第七届会长。

## 个人生活
1996年，贾樟柯的第一部作品《小山回家》引起朱炯的注意，两人开始交往，1999年二人结婚。同年，贾樟柯因拍摄《站台》与赵涛相识。由于贾樟柯拍电影常年在外，两人聚少离多，婚姻出现严重危机。2009年，贾樟柯证实已经与朱炯离婚。2011年贾樟柯和赵涛在意大利威尼斯结婚。
贾樟柯2001年开始有第一台DV，在拍故事片之余，开始一个人出去拍纪录片素材。
贾樟柯相信地外文明和外星人存在，并表示自己亲眼在北京目击过不明飞行物：“它自身在自转，然后又有抛物线在往远处飞，就很明显那个东西是在自转，它自己在旋转，我觉得很奇异”。
贾樟柯是山西省第十三届全国人民代表大会代表。

## 评价
法国《电影手册》评论他的首部长片《小武》摆脱了中国电影的常规，是标志着中国电影复兴与活力的影片。德国电影评论家乌利希·格雷格尔称他为“亚洲电影闪电般耀眼的希望之光”。
《纽约时报》评：在20年的职业生涯里，贾樟柯令自己脱颖而出，成为中国当代电影界最奇特和最坚定的杰出导演之一。
美国纽约现代艺术博物馆 "Jia Zhangke: A Retrospective" (贾樟柯回顾展)：贾樟柯将严谨的现实主义与优雅和独创性相结合，在纪录片和虚构作品中处理当代题材，并经常将这两种方法融合在一起，效果极佳。在短短十多年的时间里，他创作了一系列反映过去 50 年中国社会巨大变化的作品。贾樟柯深受评论家的赞赏，也给其他电影人带来了启发，他发展了一种原创的、不断发展的风格，其特点是流畅的镜头运动以及真实与想象之间多孔的共生关系。他的电影以其直白的直接性和后现代美学为特点，有业余演员也有专业演员，通过将普通人置于动荡的景观中，阐明了中国环境、建筑和社会正在发生的变革。为了恢复对地方的具体记忆，并在快速现代化的社会中唤起个人历史，贾樟柯恢复了最近的过去，以想象未来。他的电影真实地反映了现实，同时又用幻想和独特的美学来提出关于不断变化的社会中的生活和地位的存在主义问题。通过严谨的具体性，他的艺术获得了普遍的视野和吸引力。

## 电影作品
| 年度   | 类型       | 片名                   | 职务             | 获奖 | 備註 |
| 1994年 | 纪录片     | 有一天，在北京         | 导演             | | 15分钟 |
| 1995年 |            | 小山回家               | 导演             | | 55分钟 |
| 1995年 |            | 血战到底               | 演員             | | 扮演“流氓” |
| 1996年 |            | 嘟嘟                   | 导演             | | 50分钟 |
| 1998年 | 故事片     | 小武                   | 导演             | - 第48屆柏林影展青年论坛首奖“沃尔夫冈·斯道奖” - 第48屆柏林影展“亚洲电影促进联盟奖” - 第20屆南特影展金熱氣球獎 - 第3届釜山电影节新浪潮竞赛单元大奖 | 据白睿文所说，此片获得美国导演馬丁·史柯西斯喜欢，还当面赞赏贾樟柯“你重新发明了电影。” |
| 2000年 | 故事片     | 站台                   | 导演             | - 第57屆威尼斯影展正式競赛单元及最佳亚洲电影奖 - 第22屆南特影展金熱氣球獎、最佳導演獎 - 第14届新加坡国际电影节青年电影奖                          | 资金来源有三方：香港胡同制作公司，日本T-Mark公司以及法国外交部的补助金。日本T-Mark公司是艺人北野武成立，其中的制作人市山尚三很有名，与台湾导演侯孝贤杨德昌合作制作多部艺术片，后来也继续与贾合作。 |
| 2001年 | 纪录片     | 公共场所               | 导演             | | |
| 2001年 | 短片       | 狗的状况               | 导演             | | |
| 2002年 | 故事片     | 任逍遥                 | 导演             | 第55屆坎城影展正式竞赛单元 | |
| 2004年 | 故事片     | 世界                   | 导演             | 第61屆威尼斯影展正式竞赛单元及最佳亚洲电影奖 | 獲頒法國法蘭西藝術與文學騎士勳章 |
| 2006年 | 故事片     | 三峡好人               | 导演             | 第63屆威尼斯影展金獅獎 | |
| 2006年 | 纪录片     | 东                     | 导演             | | |
| 2006年 |            | 赖小子                 | 監製             | | |
| 2006年 | 电影短片集 | 这一刻                 | 导演             | | |
| 2007年 | 纪录片     | 无用                   | 导演、编剧       | 第64屆威尼斯影展地平線單元最佳紀錄片獎 | |
| 2008年 | 纪录片     | 二十四城记             | 导演、监制、编剧 | 第61屆坎城影展正式競賽單元、纽约电影节入围 | |
| 2008年 | 短片       | 河上的愛情             | 导演、編劇       | 第65屆威尼斯影展非競賽單元 | 19分鐘 |
| 2010年 | 紀錄片     | 海上傳奇               | 導演、編劇       | - 夏威夷国际电影节-最佳纪录片奖 - 第13届蒙特利尔国际纪录片电影节大奖 - 入围第63屆坎城影展一種注目單元                                             | |
| 2013年 | 故事片     |                        | 导演、编剧、演員 | 第66屆坎城影展最佳劇本獎 | 客串扮演“山西土豪” |
| 2013年 | 紀錄片     | 無涯：杜琪峰的電影世界 | 演員             | | 自己 |
| 2014年 |            | 后会无期               | 演員             | | 客串 |
| 2014年 |            | 忘了去懂你             | 監製             | | 原名:陌生 |
| 2014年 | 紀錄片     | 汾阳小子贾樟柯         | 演員             | | 自己 |
| 2015年 | 故事片     | 山河故人               | 导演             | - 入围第68屆坎城影展正式競賽單元 - 第52届金马奖最佳原著剧本 - 第10届亚洲电影大奖最佳编剧 - 第23届北京大学学生电影节最佳导演                       | |
| 2015年 | 紀錄片     | 陈家泠                 | 監製             | | |
| 2016年 |            | 一切都好               | 演員             | | 客串 |
| 2017年 |            | 时间去哪儿了           | 監製、导演       | | 負責拍攝其中的短片《逢春》 |
| 2017年 |            | 在碼頭                 | 監製             | | |
| 2018年 | 故事片     | 江湖儿女               | 导演             | 入圍第71屆坎城影展正式競賽單元 | |
| 2018年 |            | 海上浮城               | 監製             | | |
| 2020年 |            | 平静                   | 監製             | 入圍第70屆柏林影展論壇單元 | |
| 2020年 | 纪录片     | 一直游到海水变蓝       | 导演             | | |
| 2020年 |            | 他们的生活             | 監製             | | |
| 2021年 | 故事片     | 又见奈良               | 监制             | | |
| 2021年 | 故事片     | 明天会好的             | 監製             | | |
| 2023年 | 故事片     | 不止不休               | 監製、演員       | | |
| 2024年 | 故事片     | 風流一代               | 導演、編劇       | 入围第77屆坎城影展正式竞赛单元 | |
| 2024年 | 故事片     | 狗陣                   | 演員             | 入围第77屆坎城影展一種關注单元 | |
| 2024年 | 故事片     | 窗前明月，咣           | 演員             | | |
| 2025年 |            | 阳光俱乐部             | 演員             | | 扮演“蔡博士” |
| 2025年 | 故事片     | 长安的荔枝             | 演員             | | |
| 待上映 | 故事片     | 不浪漫                 | 演員             | | |

## 电影笔记
- 《贾想1996-2008：贾樟柯电影手记》 （2009年）
- 《中国工人访谈录：二十四城记》 （2009年）
- 《贾樟柯故乡三部曲：小武》 （2010年）
- 《贾樟柯故乡三部曲：站台》 （2010年）
- 《贾樟柯故乡三部曲：任逍遥》 （2010年）
- 《问道：十二种追逐梦想的人生》 （2011年）
- 《天注定》 （2014年）

## 荣誉
- 2013年第66届戛纳电影节最佳编剧奖
- 2014年第11届亚美尼亚金杏国际电影节“杰出艺术成就奖”[27]
- 2014年第39届国际新现实主义电影节（Leone d'Oro）终身成就奖[28]
- 2015年第68屆坎城影展導演雙週單元金馬車獎（法语：Carrosse d'or）（終身成就獎）

## 影展评审
- 2007年第60届戛纳电影节短片及电影基石单元评委会主席
- 2011年第68届威尼斯电影节地平线单元评委会主席
- 2014年第67届戛纳电影节主竞赛单元评委
- 2016年第64届圣塞巴斯蒂安国际电影节主竞赛单元评委[29]
- 2017年第11届亚洲电影大奖评审团主席

## 主要合作演员
- 赵涛
- 王宏伟
- 韩三明